# Agneta Mårtensson
Pour les articles homonymes, voir Mårtensson.
Ulla Agneta Linnéa Mårtensson-Baron, née le 31 juillet 1961 à Örebro (Suède), est une nageuse suédoise, spécialiste des courses de papillon. Elle est mariée au nageur Bengt Baron.

## Carrière
Agneta Mårtensson est vice-championne olympique du relais 4×100 mètres nage libre aux Jeux olympiques de 1980 à Moscou. Lors de ces mêmes Jeux, elle termine quatrième du relais 4×100 mètres 4 nages, sixième du 100 mètres papillon et septième du 200 mètres papillon.
Elle participe au 100 mètres papillon des Jeux olympiques de 1984 de Los Angeles mais ne passe pas les qualifications. 